# 디옥시사이티딘
디옥시사이티딘(영어: deoxycytidine, dC)은 디옥시리보핵산의 구성 성분인 디옥시리보뉴클레오사이드의 한 종류이다. 디옥시사이티딘은 리보뉴클레오사이드인 사이티딘과 비슷하게 생겼지만, 사이티딘은 5탄당이 리보스이고, 디옥시사이티딘은 5탄당이 리보스의 2' 탄소에 위치한 하이드록시기(-OH)가 수소(-H)로 치환된 디옥시리보스라는 것이 차이점이다.
디옥시사이티딘은 디옥시사이티딘 키네이스에 의해 인산화될 수 있다.

## 같이 보기
- 디옥시아데노신
- 디옥시구아노신
- 디옥시티미딘
- 디옥시유리딘